# Öravan
Öravan (sydsamiska: Sealma) är en by i Lycksele kommun, södra Lappland, Västerbottens län. Byn ligger 34 km (30 km fågelvägen) väster om Lycksele utefter Vilhelminavägen. 
Öravan grundades 1781. Byn består nu av ett 30-tal hus med både bofasta och sommar- eller helgboende. År 2009 hade byn 26 invånare. Uppdaterat år 2019 så finns det 23 st invånare.  Öravan ligger naturskönt med Stöttingfjället i bakgrunden. 
Byn har ett optofibernät byggts under 2007 som består av singelmodfiber.Kapacitet inom byn är 100 Mbps. 11 stycken fastigheter har anslutits till nätet. Det ortsammanbindande nätet består av optofiber som hängts i kraftledningsgata fram till byn och därefter i mark genom byn. Nätet byggdes under 2007 med kapacitet 1 Gbps.